# Ian Millar
Ian Millar (* 6. ledna 1947, Halifax) je bývalý kanadský reprezentant v jezdectví, specializující se na parkurové skákání. Účastnil se deseti olympiád, což je světový rekord. Debutoval v kanadské reprezentaci v roce 1971, počínaje letními olympijskými hrami v Mnichově v roce 1972 se účastnil všech her kromě olympijských her v Moskvě v roce 1980, které Kanada bojkotovala. Je známý pod přezdívkou Captain Canada. 
Na koni Big Ben vyhrál Panamerické hry 1987 v soutěži jednotlivců i družstev a Světový pohár 1988 a 1989. V roce 1999 vyhrál individuální soutěž na Panamerických hrách 1999. Na koni In Style byl členem družstva, které získalo stříbrné medaile na olympiádě 2008. V roce 2015 vyhrál týmovou soutěž na Panamerických hrách na koni Dixson. Na LOH 2016 nestartoval, protože jeho kůň se v té době zotavoval po operaci. Dvacetkrát se stal mistrem Kanady v jezdectví. V roce 1986 obdržel Řád Kanady, od roku 1996 je členem Síně slávy kanadského sportu. Je vdovec, jeho děti Amy a Jonathon jsou také kanadskými reprezentanty v jezdectví.
V květnu 2019 oznámil, že končí s aktivní kariérou a bude se věnovat trenérské činnosti.